# Amina Dagi
Amina Dagi (Majachkalá, 12 de febrero de 1995) es una modelo y reina de belleza austriaca de origen ruso que fue coronada Miss Austria en 2012. Compitió en el certamen de Miss Mundo ese año y fue seleccionada por Austria para representarlo en Miss Universo 2015.

## Biografía
Dagi nació en la ciudad de Majachkalá, capital de Daguestán, en el Cáucaso Norte de Rusia. Tras la muerte de su padre, la familia emigró a Austria en 2003, estableciéndose en Bludenz. Más tarde obtuvieron la nacionalidad austriaca y cambiaron su apellido por el de Dagi, debido a los frecuentes errores ortográficos y de pronunciación de su apellido original; la adopción del nombre Dagi pretendía honrar a su tierra natal, Daguestán. Dagi trabajó en Zusammen Österreich antes de convertirse en Miss Austria, y se graduó en BG Bludenz. Se convirtió en Miss Vorarlberg y ganó Miss Austria en 2012.
El 30 de marzo de 2012, Amina fue coronada Miss Austria 2012 en el Casino Baden mientras representaba a Vorarlberg. Compitió en el certamen de Miss Mundo 2012 en China, pero no consiguió pasar a las semifinales.
El 15 de octubre de 2015, Annika Grill, Miss Universo Austria 2015, fue sustituida por Dagi después de que Grill anunciara que no podía competir en el certamen de Miss Universo 2015 por ser la representante austriaca en Miss Mundo 2015. Amina compitió en el certamen de Miss Universo 2015 en Las Vegas el 20 de diciembre de 2015, pero no quedó clasificada.